# Бъзовец (област Русе)
Вижте пояснителната страница за други значения на Бъзовец.
Бъ̀зовец е село в Северна България, община Две могили, област Русе.

## География
Село Бъзовец се намира в източната част на Дунавската равнина, около 38 km на юг-югозапад от областния център град Русе, 10 km на юг-югоизток от общинския център град Две могили, 6 km на изток-североизток от град Борово и 32 km на северозапад от град Попово. Разположено е по протежение на долината на ляв приток на река Баниски Лом, с дължина в направление северозапад – югоизток около 3,6 km и ширина до около 400 m. Заобиколено е в по-голямата си част от гори. През него по дължината му минава общински път – в границите му негова главна улица, свързващ го на северозапад през село Батишница с третокласния Републикански път III-501 и по него на север – с Две могили, а на изток – със селата Баниска и Чилнов. Климатът е умерено континентален, почвите са карбонатни и типични черноземи.
Населението на село Бъзовец, наброявало 1962 души към 1934 г. и 2110 – към 1946 г., намалява до 766 към 2018 г.
При преброяването на населението към 1 февруари 2011 г., от обща численост 859 лица, за 423 лица е посочена принадлежност към „българска“ етническа група, за 204 – към „турска“, за 176 – към ромска и за останалите не е даден отговор.
Към 1978 г. в Бъзовец се отглеждат зърнени култури, царевица, слънчоглед, развиват се лозарство, говедовъдство, овцевъдство, има консервна фабрика – по-късно консервен комбинат, каменоломна.

## История
Сведения за Бъзовец има в турски регистри от 1689 г. и 1734 г., отбелязано е с името Бъзувча.
Няма точни данни за това кога точно е възникнало селището. Има няколко версии за произхода на името Бъзовец. Една от тях е, че наименованието Бъзовец идва още от славянския период и произлиза от думата бъз – растение, широко разпространено в региона. Хората в селото също свързват името Бъзовец с бъза.
Килийно училище в Бъзовец има от около 1870 – 1875 г., а училищна сграда – от 1880 г.
Читалище „Христо Ботев" е основано през 1928 г.
Документи на/за Народното основно училище (НОУ) „Кирил и Методий“ – с. Бъзовец, Русенско от периода 1924 – 2008 г. се съхраняват в Държавния архив – Русе. По неофициални данни, училището е закрито през 2010 г.
За периода 1919 – 1958 г. Държавният архив – Русе съхранява документи на/за Основно турско училище – с. Бъзовец, Русенско (1919 – 1958). 
През 1950 г. е учредено Трудово кооперативно земеделско стопанство (ТКЗС) „Разораната целина̀“ – с. Бъзовец, Русенско. През следващите години то преминава през няколко промени на организацията и наименованието и приключва – вероятно, през 1995 г. като Земеделска кооперация „Бъзовец“ – с. Бъзовец, Русенско, документите на/за която от периода 1992 – 1995 г. се съхраняват от Държавен архив – Русе.

### Предания за произхода на селото
Първоначалното местоположение на Бъзовец е било в местност, наричана към 2019 г. Стар Бъзовец – на около 2 – 3 km на изток-югоизток от източния край на селото. Според предание, по време на османската власт епидемия от чума принудила жителите на засегнатото от нея селище да го напуснат. Заселили се на различни места, а най-много хора избрали мястото на сегашния Бъзовец поради многото извори на вода там.

Според друго предание свинар от селото тръгнал да пасе стадото си към местността, където е разположено сегашното село. Стигнал до река Баниски Лом и като пресякъл, подкарал свинете си по течението на бистър поток, вливащ се в реката. Стигнал до неговия извор – сегашната Гюр Чешма. Пил от водата, напълнил кратунката си и тръгнал обратно. Когато се върнал в селото, разказал за бистрия поток и дал на съселяните си да опитат от водата. Тъй като в селото имало само един водоизточник – стар кладенец, хората решили да се преселят.

### Етнически облик
Българското население в село Бъзовец принадлежи към регионалната група хърцои, въпреки че корените на големите родове тръгват от Балкана и Предбалкана. Говорът, обаче, е изграден въз основа на два говора – говор от мизийски тип, присъщ за местното население хърцои и говор от балкански тип, характерен за преселниците балканджии от търновските села.
Не е ясен произходът на турското население. Според местни представители на етническите турци, дедите им идват от Анадола. След Освобождението голяма част от тях се връщат обратно, а днешните етнически турци в Бъзовец са потомци на старите заселници.

## Обществени институции
Село Бъзовец към 2019 г. е център на кметство Бъзовец.
В село Бъзовец към 2019 г. има:
- действащо читалище „Христо Ботев 1928“;[14][15]
- действаща само на големи религиозни празници православна църква „Свети Димитър“;[16]
- действащ само на големи религиозни празници параклис „Свети Йоан Рилски“;[17]
- постоянно действаща джамия;[18]
- пощенска станция.[19]

## Културни и природни забележителности
В местността „Уни дол" – около 2 km югозападно от селото, има паметници на загинали руски офицери и войници през Руско-турската война 1877 – 1878 г.

## Редовни събития
Всяка година в селото се провежда неговият традиционен сбор на 24 май.

## Личности
- От Бъзовец е Ботевият четник Вл. Д. Върбанов.[2]
- Анчо Калоянов (р. 1943), български фолклорист, професор